# Metropolitan Manila Development Authority
De Metropolitan Manila Development Authority, afgekort MMDA, is een Filipijns overheidsinstantie.
De MMDA werd in 1990 opgericht onder de naam Metro Manila Authority (MMA). Het MMA moest zich gaan bezighouden met de ontwikkeling van de metropool Manilla, officieel bekend onder de naam National Capital Region. In 1995 werd het agentschap hernoemd in Metropolitan Manila Development Authority. De MMDA houdt zich bezig met planning, monitoring en coördineren van zaken en diensten die de gehele metropool aangaan lokale stads- en gemeentengrenzen overschrijden, zonder daarbij de autoriteit van de lokale overheden van de steden en gemeenten binnen de metropool aan te tasten voor wat betreft lokale aangelegenheden. Zo houdt het agentschap zich onder meer bezig met verkeersmanagement, ruimtelijke ontwikkeling en stadvernieuwing, beleid ten aanzien van afvalverwerking, watermanagement, beleid ten aanzien van gezondheid en milieu en beleid ten aanzien van de openbare veiligheid. Het agentschap staat onder leiding van een voorzitter, die sinds 1995 rechtstreeks wordt benoemd door de president van de Filipijnen en onderdeel uitmaakt van het kabinet van de Filipijnen.

## Voorzitters MMDA
| #  | Naam                | Van         | termijn    |
| -- | ------------------- | ----------- | ---------- |
| 1  | Jejomar Binay       | Makati      | 1990–1991  |
| 2  | Ignacio Bunye       | Muntinlupa  | 1991–1992  |
| 3  | Ismael Mathay jr.   | Quezon City | 1992–1994  |
| 4  | Prospero Oreta      | Malabon     | 1994–1998  |
| 5  | Jejomar Binay       | Makati      | 1998–2001  |
| 6  | Benjamin Abalos     | Mandaluyong | 2001–2002  |
| 7  | Bayani Fernando     | Marikina    | 2002–2009  |
| 8  | Oscar Inocentes     | Quezon City | 2009–2010  |
| 9  | Francis Tolentino   | Tagaytay    | 2010–2015  |
| 10 | Emerson Carlos      | ?           | 2015–2017  |
| 11 | Danilo Lim          | Makati      | 2017–2021  |
| 12 | Benjamin Abalos Jr. | Mandaluyong | 2021–2022  |
| 13 | Romando Artes       | ?           | 2022       |
| 14 | Carlo Dimayuga III  | ?           | sinds 2022 |